# Lăzarea
Lăzarea es una comuna ubicada en el distrito de Harghita, Rumania.

## Superficie
Cuenta con una superficie de 81,56 kilómetros cuadrados.

## Demografía
Hasta 2021 la población era de 3313 habitantes, con una densidad de población de 40,62 habitantes por kilómetro cuadrado.